# Loubière (Cher)
Die Loubière ist ein Fluss in Frankreich, der im Département Cher in der Region Centre-Val de Loire verläuft. Sie entspringt unter dem Namen Ruisseau de la Rouanne im Gemeindegebiet von Vesdun, beim Weiler Les Alouettes, fließt zunächst Richtung Nordost, schwenkt dann auf Nord und mündet nach rund 27 Kilometern knapp nördlich des Ortes Orval als linker Nebenfluss in den Cher.
Am Mittel- und Unterlauf der Loubière folgt ihr die Autobahn A71.

## Orte am Fluss
- Saulzais-le-Potier
- Faverdines
- Saint-Georges-de-Poisieux
- Bouzais
- Orval